# Діва Грабовчева
Діва Грабовчева (Румбоці (Прозор-Рама) — близько 1680 р., Кеджара) — римо-католицька мучениця.

## Біографія
За легендою, Діва Грабовчева народилася в селі Румбоці на півночі Герцеговини. Вона відмовилася від шлюбної пропозиції турецького дворянина, втекла з дому та сховалася в районі Кеджари. Юнак Тахір-бег Копчич знайшов її і спробував зґвалтувати. Дівчина відбивалася, і він убив її ножем. Діва Грабовчева похована на горі Вран, перед Кеджарою біля Прозору. На початку 20 століття археолог Ціро Трухелка знайшов останки молодої дівчини в могилі, пов'язаній з легендою, і стверджував, що це була Діва Грабовчева.

## Пам'ять
Діва Грабовчева є символом невинності. Багато паломників приходять до її могили і віддають свою шану. Бронзовий пам'ятник встановлений у 1998 році скульптором Кузьмою Ковачичем. Щороку в першу неділю липня відзначається пам'ять про її мученицьку смерть, тоді могилу відвідують тисячі паломників. Хорватський автор пісень Марко Перкович записав пісню «Diva Grabovčeva», в якій оспівує її трагічну долю.
У Прозор-Рамі та Посуші вулиці названі на честь Діви Грабовчевої. Студентський гуртожиток Діви Грабовчевої є у Загребі.
Перша боснійська опера на хорватській мові називається Діва Грабовчева, в прем'єрі взяли участь близько 155 осіб, у тому числі 115 співаків, і вперше вона була виконана в 2016 році в переповненому залі хорватського будинку герцога Степана Косачі в Мостарі. Опера, заснована на легенді про Діву Грабовчеву, є музично-сценічним твором з чотирнадцяти картин та чотирьох актів. Автор музики — Дон Драган Філіпович, тексти пісень (лібрето) написав отець Анте Марич, автор аранжування — Федір Вртачник.
Фільм «Divin krik s Vrana» режисера Мільєнка Карачича отримав спеціальну нагороду на 15-му ITF'CRO 2012 — Міжнародному фестивалі туристичного кіно за «надзвичайно якісну та вражаючу режисерську історію про давні події в цій місцевості у функції збереження спадщини та подальший розвиток паломництва».

## Книги про Діву Грабовчеву
- Ціро Трухелка «Могила дівчини: Легенда з боснійського минулого» [10].
- Благо Карачич, Діва Грабовчева (народна трагедія), Дувно, 1978.
- Дубравко Горватич, Діва Грабовчева (оповідання для дітей), Загреб, 1987 рік.